# McNally Peak
McNally Peak är en bergstopp i Antarktis. Den ligger i den centrala delen av kontinenten. Nya Zeeland gör anspråk på området. Toppen på McNally Peak är 2 570 meter över havet, eller 372 meter över den omgivande terrängen. Bredden vid basen är 2,5 km.
Terrängen runt McNally Peak är huvudsakligen kuperad, men söderut är den platt. Trakten är obefolkad. Det finns inga samhällen i närheten. 